# Estado Mayor General de la Fuerza Aérea (Argentina)
El Estado Mayor General de la Fuerza Aérea (EMGFA) es el responsable de alistar, adiestrar y sostener los medios militares de la Fuerza Aérea Argentina. Su sede se encuentra en el Edificio Cóndor, en la ciudad de Buenos Aires, en el ámbito de la Guarnición Aérea Buenos Aires.

## Reseña
La conducción superior de las Fuerzas Armadas de la Nación quedó asumida por el presidente de la República el 10 de diciembre de 1983 y así surgieron los Estados Mayores Generales para asumir la responsabilidad de alistar, adiestrar y sostener los medios militares.
Tras modificar la estructura orgánico-funcional de conducción superior de las Fuerzas Armadas por resolución del Ministerio de Defensa del 13 de diciembre de 2010, quedó así modificada la estructura del Estado Mayor General de la Fuerza Aérea, ordenando suprimir los comandos y crear las direcciones generales.
Se halla organizado por un responsable primario del sostenimiento (SUBJEMGFA) y uno del alistamiento y adiestramiento (un Comando). Recientemente, fue recreado el Comando de Material.

## Organización
- Jefatura del Estado Mayor General de la Fuerza Aérea (JEMGFA). Edificio Cóndor (CABA).
  - Dirección General de Planes, Programas y Presupuesto
  - Dirección General de Administración y Finanzas
  - Dirección General de Asuntos Jurídicos
  - Dirección General de Educación
- Subjefatura del Estado Mayor General de la Fuerza Aérea (SUBJEMGFA). Edificio Cóndor (CABA).
  - Dirección General de Inteligencia
  - Dirección General de Intendencia
  - Dirección General de Investigación y Desarrollo
  - Dirección General de Salud
  - Dirección General de Seguridad y Defensa Terrestre
  - Dirección General de Seguridad Aeroespacial Militar
  - Dirección General de Líneas Aéreas del Estado
  - Dirección General de Comunicaciones, Informática y Ciberdefensa
  - Dirección de Infraestructura
- Comando de Adiestramiento y Alistamiento de la Fuerza Aérea. Edificio Cóndor (CABA).
- Comando de Material. Edificio Cóndor (CABA).